# Rajon Nyschnjohirskyj
Der Rajon Nyschnjohirskyj (ukrainisch Нижньогірський район/Nyschnjohirskyj rajon; russisch Нижнегорский район/Nischnegorski rajon, krimtatarisch Seyitler rayonı) ist ein ukrainischer Rajon in der Autonomen Republik Krim. Er besitzt insgesamt eine Bevölkerung von etwa 56.000 Einwohnern und hat eine Fläche von 1.212 km². Zu ihm gehören eine Siedlung städtischen Typs sowie 57 Dörfer, die in 18 Landratsgemeinden organisiert sind.

## Geographie
Der Rajon liegt im mittleren Norden der Autonomen Republik Krim, er grenzt im Nordosten an den Sywasch, im Südosten an den Rajon Sowjetskyj, im Süden an den Rajon Bilohirsk, im Südwesten an den Rajon Krasnohwardijske und im Nordwesten an den Rajon Dschankoj.

## Siedlung städtischen Typs
| ukrainisch transkribiert | ukrainisch     | russisch                     | krimtatarisch |
| ------------------------ | -------------- | ---------------------------- | ------------- |
| Nyschnjohirskyj          | Нижньогірський | Нижнегорский (Nischnegorski) | Seyitler      |

### Dörfer
| Name                     | Name           | Name                              | Name            | Landratsgemeinde |
| ukrainisch transkribiert | ukrainisch     | russisch                          | krimtatarisch   | Landratsgemeinde |
| ------------------------ | -------------- | --------------------------------- | --------------- | ---------------- |
| Drofyne                  | Дрофине        | Дрофино (Drofino)                 | Mesit           | Drofyne          |
| Scheljabowka             | Желябовка      | Желябовка                         | Çaya            | Scheljabowka     |
| Schemtschuschyna         | Жемчужина      | Жемчужина (Schemtschuschina)      | Çotı            | Schemtschuschina |
| Sorkine                  | Зоркіне        | Зоркино (Sorkino)                 | Dulat           | Sorkine          |
| Iwaniwka                 | Іванівка       | Ивановка (Iwanowka)               | Cağa Beş Qurtqa | Iwaniwka         |
| Isobilne                 | Ізобільне      | Изобильное (Isobilnoje)           | Tamaq           | Isobilne         |
| Kistotschkiwka           | Кісточківка    | Косточковка (Kostotschkowka)      | Büyük Eşkene    | Kistotschkiwka   |
| Lystwynne                | Листвинне      | Лиственное (Listwennoje)          | -               | Lystwynne        |
| Mytrofaniwka             | Митрофанівка   | Митрофановка (Mitrofanowka)       | Sollar          | Mytrofaniwka     |
| Mychajliwka              | Михайлівка     | Михайловка (Michailowka)          | Qaramiñ         | Mychajliwka      |
| Nowohryhoriwka           | Новогригорівка | Новогригорьевка (Nowogrigorjewka) | -               | Nowohryhoriwka   |
| Omeljaniwka              | Омелянівка     | Емельяновка (Jemeljanowka)        | Caytamğalı      | Omeljaniwka      |
| Ochotske                 | Охотське       | Охотское (Ochotskoje)             | Ali Keç         | Ochotske         |
| Pschenytschne            | Пшеничне       | Пшеничное (Pschenitschnoje)       | Qarañğıt        | Pschenytschne    |
| Sadowe                   | Садове         | Садовое (Sadowoje)                | -               | Sadowe           |
| Uwariwka                 | Уварівка       | Уваровка (Uwarowka)               | Burnaş          | Uwariwka         |
| Tschkalowe               | Чкалове        | Чкалово (Tschkalowo)              | -               | Tschkalowe       |
| Jakymiwka                | Якимівка       | Акимовка (Akimowka)               | Semekiş         | Jakymiwka        |

## Bevölkerung
Zusammensetzung der Bevölkerung laut der Volkszählung 2001: Quelle=
| Gruppen         | Anzahl | in Prozent |
| --------------- | ------ | ---------- |
| Russen          | 28.727 | 50,4       |
| Ukrainer        | 16.419 | 28,8       |
| Krimtataren     | 9.136  | 16,0       |
| Weißrussen      | 1.009  | 1,8        |
| Griechen        | 271    | 0,5        |
| Tataren         | 190    | 0,3        |
| Usbeken         | 140    | 0,2        |
| Polen           | 105    | 0,2        |
| Aserbaidschaner | 95     | 0,2        |